# Brotherella opaeodon
Brotherella opaeodon är en bladmossart som beskrevs av Brotherus 1925. Brotherella opaeodon ingår i släktet Brotherella och familjen Sematophyllaceae. Inga underarter finns listade i Catalogue of Life.